# Alexander Kolisko

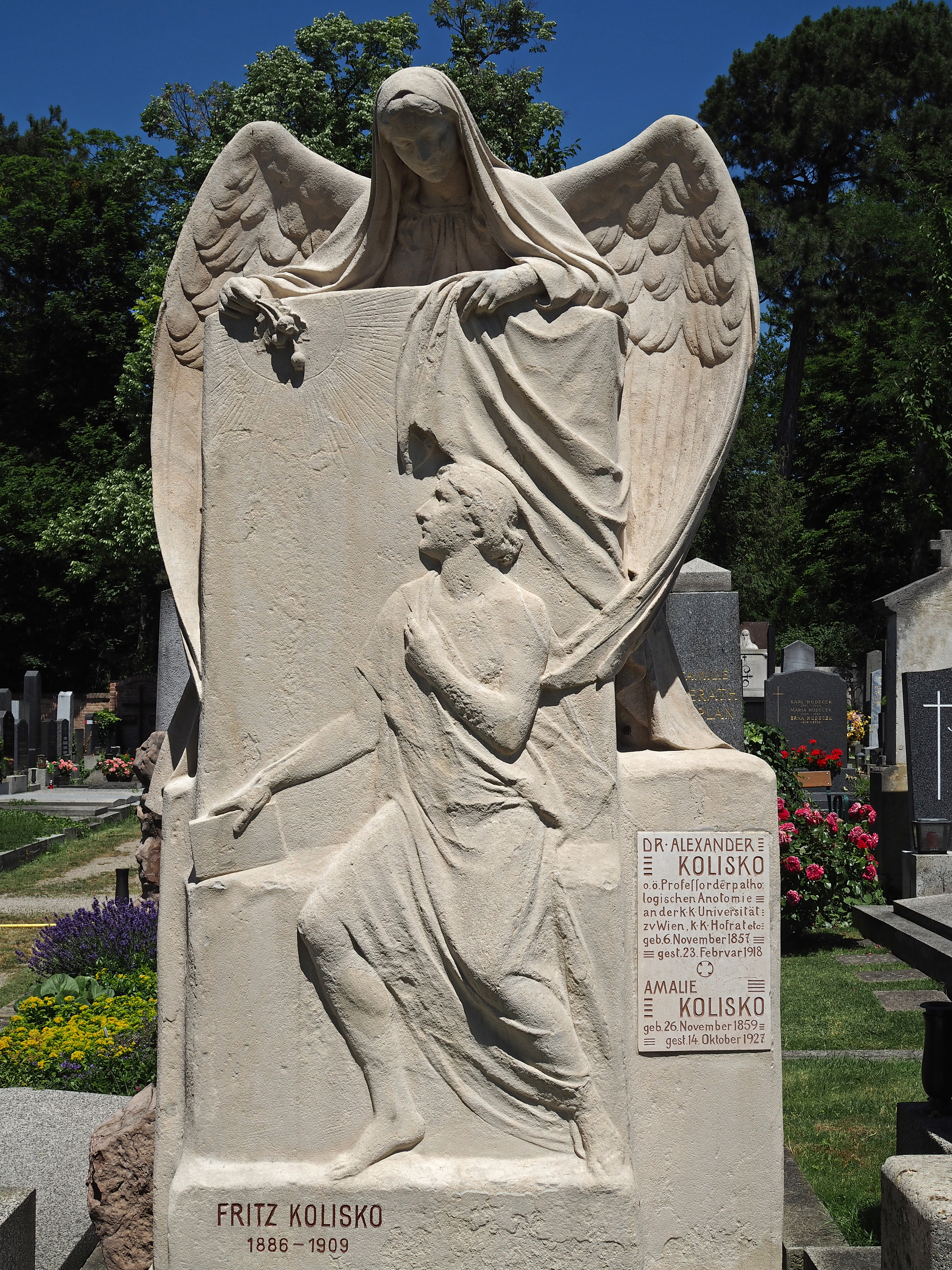
Grobowiec Alexandera Kolisko na cmentarzu Hietzinger w Wiedniu

Alexander Kolisko (ur. 6 listopada 1857 w Wiedniu, zm. 23 lutego 1918 tamże) – austriacki lekarz, patolog.

## Życiorys
W 1881 otrzymał tytuł doktora nauk medycznych na Uniwersytecie w Wiedniu. Następnie był asystentem Johanna Kundrata w instytucie anatomii patologicznej. Później był prosektorem w wiedeńskim Leopoldstädter Kinderspital, a w 1898 zastąpił Eduarda von Hofmanna na katedrze medycyny sądowej. W 1916 zastąpił Antona Weichselbauma na katedrze anatomii patologicznej Uniwersytetu Wiedeńskiego.
Był żonaty z pianistką, Amalie Freiin von Eschenburg. Ich synem był antropozof Eugen Kolisko (1893–1939).

## Dorobek naukowy
Alexander Kolisko zajmował się głównie medycyną sądową, jego badania obejmowały m.in. zmiany w mózgu pod wpływem zatrucia tlenkiem węgla. Szczególnie interesował się nagłymi zgonami z przyczyn naturalnych. Razem z położnikiem Carlem Breusem opracował system klasyfikacji nieprawidłowości miednicy kostnej.

## Wybrane prace
- Alexander Kolisko, Emil Redlich: Schemata zum Einzeichnen von Gehirnbefunden. Leipzig und Wien: Verlag Deuticke, 1895
- Beiträge zur Kenntnis der osteo myelitis. Wien, 1896
- Alexander Kolisko, Carl Breus: Die pathologischen Beckenformen. Leipzig, 1904